# Cardio-Funk
Cardio-Funk is de drieëntwintigste aflevering van het tweede seizoen van het tienerdrama Beverly Hills, 90210, die voor het eerst werd uitgezonden op 27 februari 1992.

## Verhaal
De relatie van Brenda en Dylan wordt op de proef gesteld wanneer Dylan constant een labiele vriendin van een alcohol afkickprogramma helpt met haar drankverslaving en Brenda het wel erg goed kan vinden met Tim, een jongen die ze van de fitness kent. Wanneer Dylan Sarah redt van haar agressieve en alcoholistische vriend, zoent ze hem. Ook Brenda wordt gezoend door Tim en houdt hem niet tegen. Wanneer ze dit aan elkaar opbiechten, vragen ze zich af of ze nog wel bij elkaar zouden moeten blijven.
Ondertussen proberen Nat en Brandon de Peach Pit meer populair te maken, door karaoke aan te schaffen. Dit valt erg in de smaak bij Jim, die er niet meer weg te slaan is.

## Rolverdeling
- Jason Priestley - Brandon Walsh
- Shannen Doherty - Brenda Walsh
- Jennie Garth - Kelly Taylor
- Ian Ziering - Steve Sanders
- Gabrielle Carteris - Andrea Zuckerman
- Luke Perry - Dylan McKay
- Brian Austin Green - David Silver
- Tori Spelling - Donna Martin
- Carol Potter - Cindy Walsh
- James Eckhouse - Jim Walsh
- Joe E. Tata - Nat Bussichio
- Heather McAdam - Sarah
- Hank Stratton - Tim Matthews
- Titus Welliver - Doug
- John Densmore - Ben